# Tethus Regio
Tethus Regio is een regio op de planeet Venus. Tethus Regio werd in 1982 genoemd naar Tethus, een titanide uit de Griekse mythologie.
De regio bevindt zich in de quadrangles Meskhent Tessera (V-3) en Atalanta Planitia (V-4). De regio wordt in het noorden begrensd door Gabie Rupes en in het oosten door Nightingale Corona. In de regio bevinden zich Meskhent Tessera en de inslagkrater Zhilova.